# Silecroft
Silecroft – wieś w Anglii, w Kumbrii. Leży 79 km na południe od miasta Carlisle i 371 km na północny zachód od Londynu.